# Yi Yuanji
Dans ce nom, le nom de famille, Yi, précède le nom personnel Yuanji.

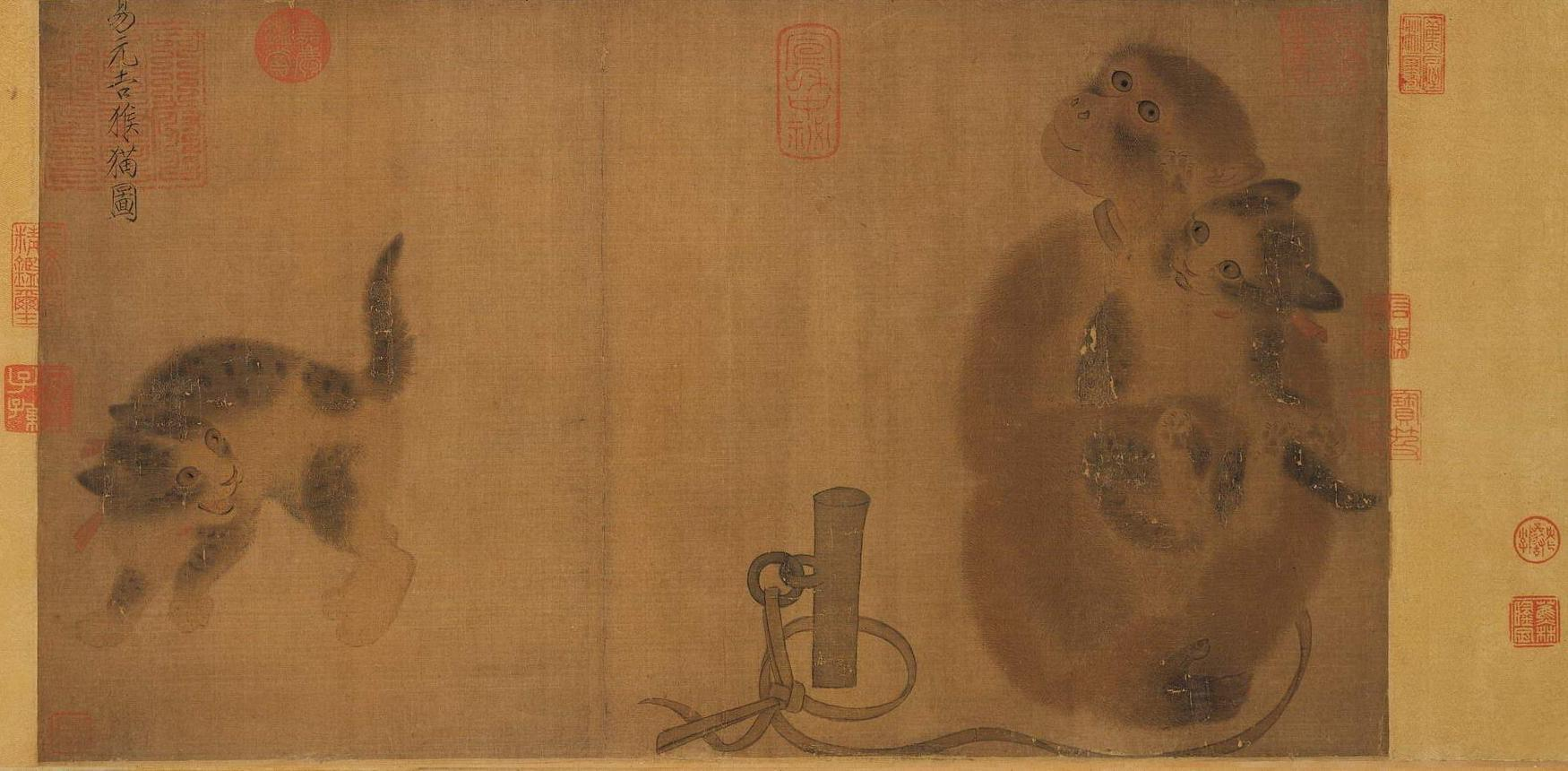
Yi Yuanji, Singe et chatons (ensemble). Encre et couleurs légères sur soie, 31,9 × 57,2 cm Musée national du palais.

Yi Yuanji (chinois : 易元吉w=I Yüan-chi) (ca. 1000, Changsha, Hunan - ca. 1064) était un peintre chinois de la dynastie Song, réputé pour ses peintures réalistes d'animaux. Selon Robert van Gulik, les peintures de gibbons de Yi Yuanji sont particulièrement remarquables,.
Le critique du XIe siècle Guo Ruoxu (郭若虚) dans sa Vue d'ensemble de la peinture (图画见闻志, Tuhua Jian Wen Zhi) a cette citation à propos de la carrière de Yi, :
« ... [Sa] peinture était excellente : il rend vivant fleurs et oiseaux, abeilles et cigales avec des détails subtils. dans un premier temps il s'est spécialisé dans les fleurs et les fruits, puis il a observé les peintures de Zhao Chang (趙昌). Il a admis leur supériorité et il a résolu d'acquérir sa renommée en peignant des sujets encore inexplorés par les artistes passés. Ainsi il a commencé à peindre des chevreuils et gibbons. »

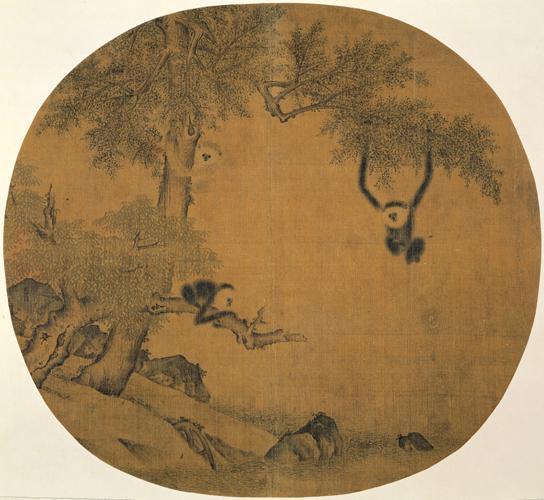
Eventail conservé au Musée national du palais

Il a passé des mois à parcourir les montagnes du sud du Hubei et du nord du Hunan, a observé les chevreuils et gibbons dans leur environnement naturel.
En 1064, Yi Yuanji est invité à peintre des écrans dans le palais impérial. Une fois son travail terminé, l'empereur Song Yingzong, impressionné, lui commande de peindre Image de cent gibbons, mais malheureusement l'artiste meurt après avoir seulement peint quelques animaux,. Peu de ses autres peintures de gibbon nous sont parvenues et Robert van Gulik, familier avec le comportement de ce primate, a indiqué à quel point ces peintures semblent naturelles. Yuanji a également représenté des daims, paons, oiseaux, fleurs, fruits et légumes. La plupart ont pu être conservés dans le Musée national du palais à Taipei. La peinture Singe et chats est particulièrement charmante. Van Gulik identifie le singe comme étant un macaque. Cette peinture figure sur le timbre de 2004 intitulé Année du sing à Saint-Vincent-et-les-Grenadines.
L'image de Yi Yuanji et sa connaissance intime de la nature continuent à inspirer les peintres de la Chine moderne.